# Dominic Zamprogna
Dominic Zamprogna (Hamilton, 21 aprile 1979) è un attore canadese.
È noto al pubblico come Mark Deosdade nella Serie TV Edgemont e come Dante Falconeri nella Soap opera General Hospital.  

## Biografia
Zamprogna è nato a Hamilton. È il fratello gemello delle attrici Gema Zamprogna ed Amanda Zamprogna. È di origine italiana ed inglese.

## Carriera
Nel 1996, all'età di 18 anni, è apparso nel film The Boys Club.
Dal 2001 al 2005 è stato tra i protagonisti della Serie TV Edgemont,dove interpreta il ruolo di Mark Deosdade.
Nel 2006 è apparso in nove episodi della webserie Battlestar Galactica: The Resistance,dove interpreta il ruolo di James Lyman.
Sempre nel 2006 è nel cast del film La vendetta ha i suoi segreti,dove interpreta il ruolo di Nick/Patrick.
Nel 2008 è apparso in sei episodi della Serie TV The L Word,dove interpreta il ruolo di Greg/Jim.
Dal 2009 è tra i protagonisti della Soap opera General Hospital,dove interpreta il ruolo di Dante Falconeri.

## Vita privata
Il 1º novembre 2009 ha sposato la sua fidanzata Linda Leslie a Los Angeles. Ha una figlia, Anbilliene.

## Filmografia

### Cinema
- F/X2 (1991) - Ruolo: Chris Brandon
- Counterstrike (1991)
- The Boys Club (1996) - Ruolo: Kyle

### Televisione
- Wojeck: Out of the Fire – Film TV (1992)
- Trial of Red Riding Hood Film TV (1992)
- Hai paura del buio? Serie TV (1993) - Ruolo: Jed - Episodio: "Il Racconto della Luna Piena"
- Hai paura del buio? Serie TV (1994) - Ruolo: Rush Keegan - Episodio: "The Tale of Treasure Cutter: Part 1"
- Hai paura del buio? Serie TV (1994) - Ruolo: Rush Keegan - Episodio: "The Tale of Treasure Cutter: Part 2"
- Minaccia sotto il mare (Danger Beneath the Sea), regia di Jon Cassar - film TV (2001)
- Edgemont – serie TV (2001-2005)
- Tru Calling Serie TV (2005) - Ruolo: Donald Stuart Mitchell III - Episodio: "Grazia"
- Battlestar Galactica: The Resistance – Webserie, 9 episodi (2006)
- La vendetta ha i suoi segreti (Engaged to Kill), regia di Matthew Hastings – film TV (2006)
- Supernatural Serie TV (2006) - Ruolo: Innamorato - Episodio: "Il sangue dell'uomo guasto"
- Il fantasma di San Valentino (A Valentine Carol), regia di Mark Jean – film TV (2007)
- Bionic Woman – serie TV, episodio 1x01 (2007)
- The L Word – serie TV, 6 episodi (2008)
- Smallville Serie TV (2009) - Ruolo: Bruno Mannheim - Episodio: "Stiletto"
- General Hospital – Soap opera 233 episodi (2009-in corso)